# Arthur III. (Bretagne)

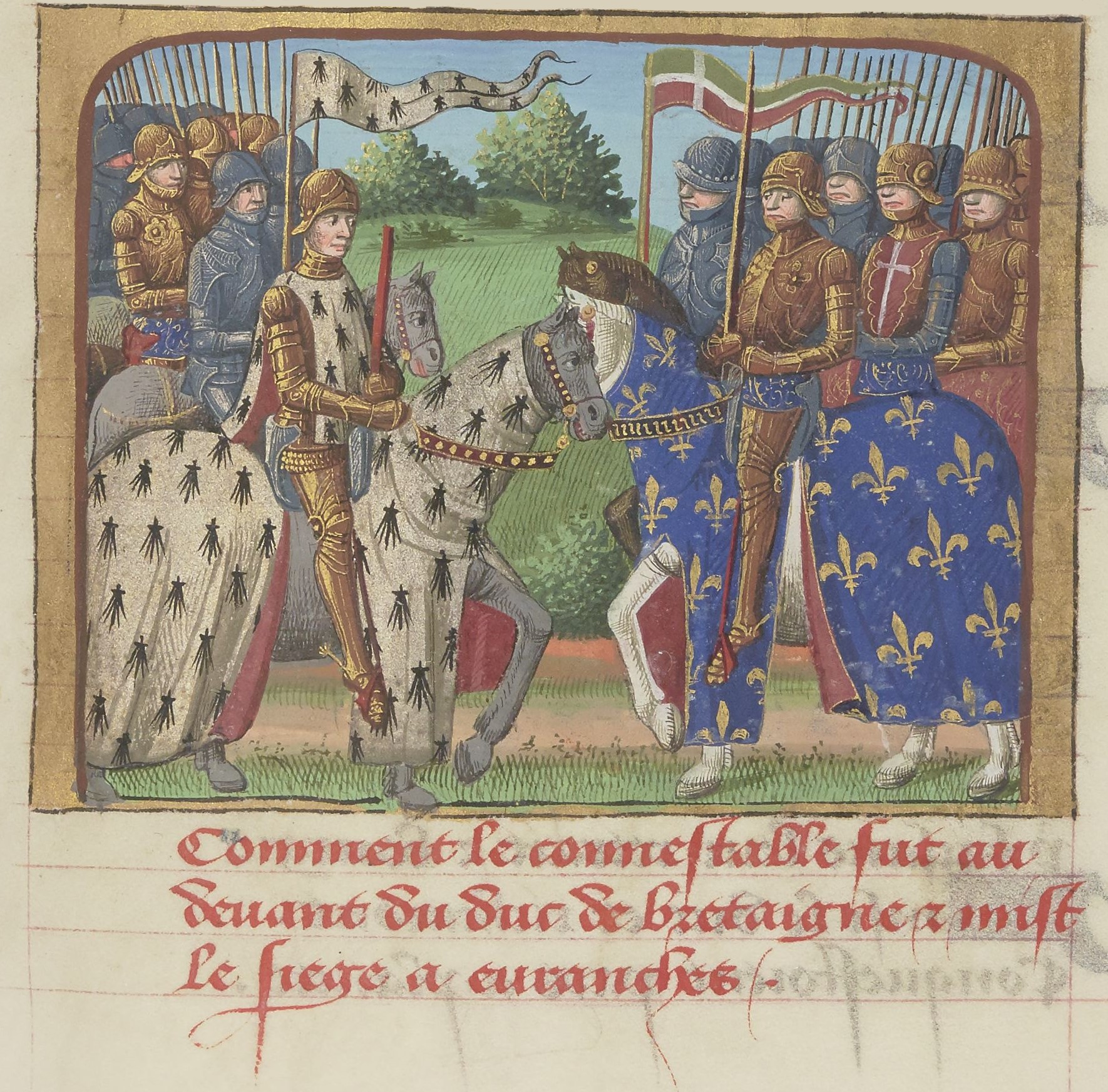
Herzog Franz I. von Bretagne und Arthur de Richemont.
(Buchmalerei aus dem Vigiles du roi Charles VII von Martial d’Auvergne, 15. Jahrhundert)

Arthur III. (* 24. August 1393; † 26. Dezember 1458 in Nantes) war ein Connétable von Frankreich und Herzog von Bretagne. Er war der zweite Sohn des Herzogs Johann V. von der Bretagne und der Johanna von Navarra.
Von seinem Vater war Arthur als Erbe auf die englische Grafschaft Richmond bestimmt worden, die traditionell mit dem bretonischen Herzogshaus verbunden war. Tatsächlich aber hatte der englische König diese Grafschaft nach dem Tod Herzogs Johanns V. eingezogen und später innerhalb der englischen Königsfamilie verliehen. Dennoch wurde Arthur vor allem als Connétable de Richemont bekannt.
Als Eigenbesitz erhielt er die Grafschaften Montfort-l’Amaury, Dreux und Ivry, sowie die Baronie Parthenay übertragen.

## Leben

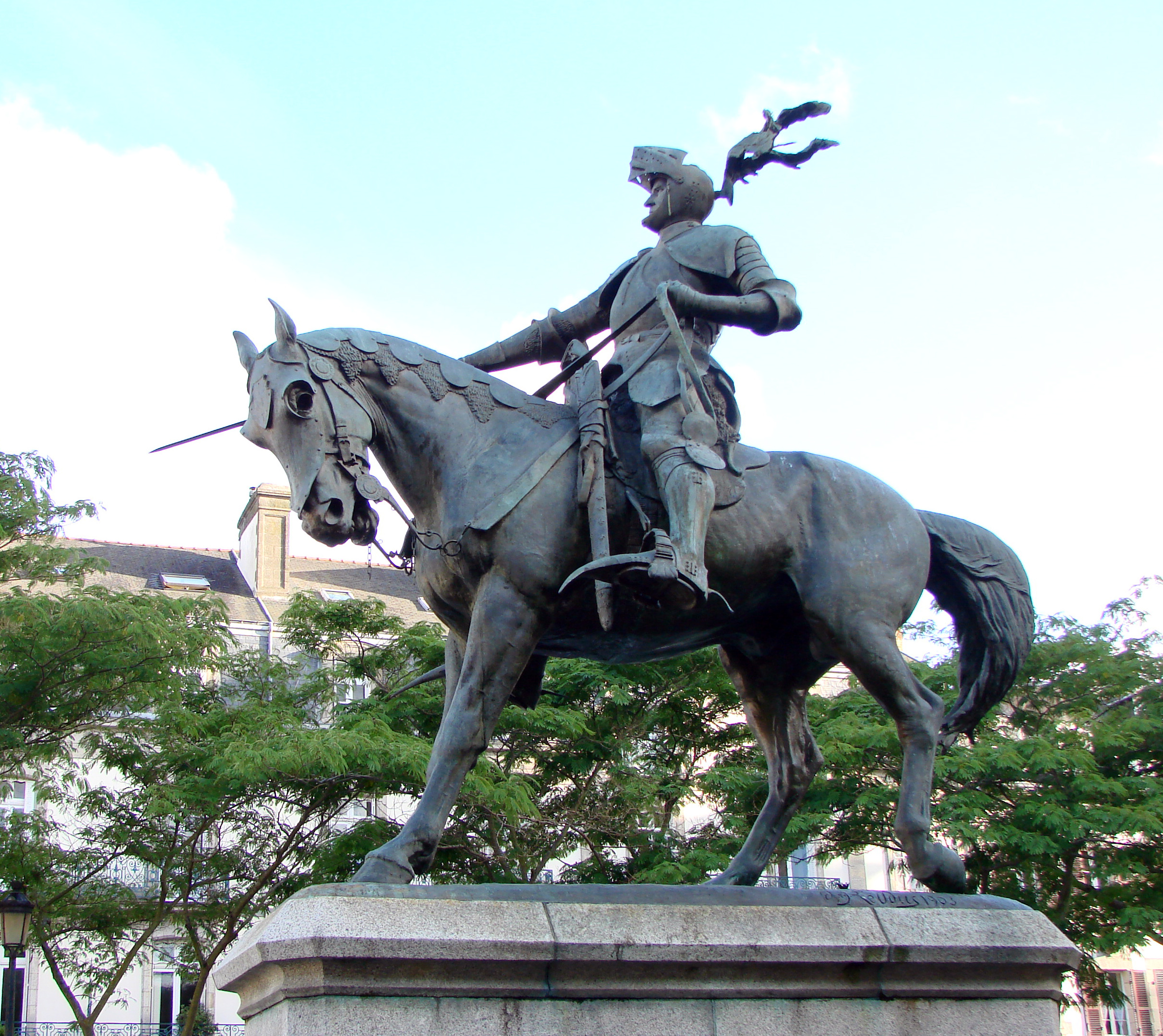
Reiterstandbild des Connétable de Richemont in Vannes

Wappen Arthurs als Graf von Richmond (Connétable de Richemont)

Arthur kämpfte bereits in jungen Jahren gegen die Engländer, wurde in der Schlacht von Azincourt 1415 verwundet und gefangen genommen, und blieb deshalb die nächsten fünf Jahre in England. Am 10. Oktober 1423 heiratete er in Dijon Margarete von Burgund, Tochter des Herzogs Johann Ohnefurcht, und wurde am 7. März 1425 von König Karl VII. zum Connétable ernannt. Am königlichen Hof in Bourges wurde Arthur von Jolanthe von Aragón protegiert und geriet in Rivalität zu Georges de La Trémoille. Nachdem Arthurs Bruder, Herzog Johann VI. von der Bretagne, 1427 ein Bündnis mit England einging, fiel Arthur kurzzeitig beim König in Ungnade.
Mit Jeanne d’Arc und Dunois an seiner Seite befehligte Arthur 1429 die französische Armee und schlug die Engländer bei Beaugency und Patay. Nachdem Trémoille 1433 durch Intrigen gestürzt worden war, nahm Arthur wieder eine führende Stellung am Hof ein. Durch seine Vermittlung kam 1435 der Vertrag von Arras zustande, in dem sich König Karl VII. mit dem Herzog von Burgund aussöhnte. Am 13. April 1436 hielt Arthur feierlich Einzug in das befreite Paris und verjagte in den folgenden Jahren die Engländer aus der Normandie und einem Teil der Guyenne. Den Rückeroberungsversuch der Engländer in der Normandie wehrte er am 15. April 1450 in der Schlacht von Formigny ab. Als Lohn wurde ihm die Herzogswürde von Touraine verliehen. Arthur machte sich um das französische Heerwesen verdient, indem er wieder Disziplin einführte und die Compagnies d’Ordonnance schuf, aus denen sich die heutige französische Gendarmerie nationale entwickelt hat.
In Nérac ging Arthur am 29. August 1442 die zweite Ehe mit Jeanne, einer Tochter des Charles II. d’Albret ein. Nach deren bald nach der Hochzeit eingetretenem Tod wurde am 2. Juli 1445 Katharina, eine Tochter des Grafen Peter I. von Saint-Pol, zur dritten Ehefrau. Nach dem Tod seines Neffen Peter II. im September 1457 wurde er Herzog der Bretagne, das er etwa 14 Monate regierte. Da Arthur ohne Nachkommen starb, ging das Herzogtum auf seinen Neffen Franz II. über, den Sohn seines jüngeren Bruders Graf Richard d’Étampes. Arthur ist in der Kathedrale von Nantes bestattet.
Guillaume Gruel, einer seiner Knappen, verfasste unter dem Titel La Chronique d'Arthur III eine euphemistische, teilweise unglaubwürdige Biographie, um Arthur in das beste Licht zu rücken.